# Echinochloa walteri
Echinochloa walteri är en gräsart som först beskrevs av Frederick Traugott Pursh, och fick sitt nu gällande namn av Amos Arthur Heller. Echinochloa walteri ingår i släktet hönshirser, och familjen gräs. Inga underarter finns listade i Catalogue of Life.

## Bildgalleri

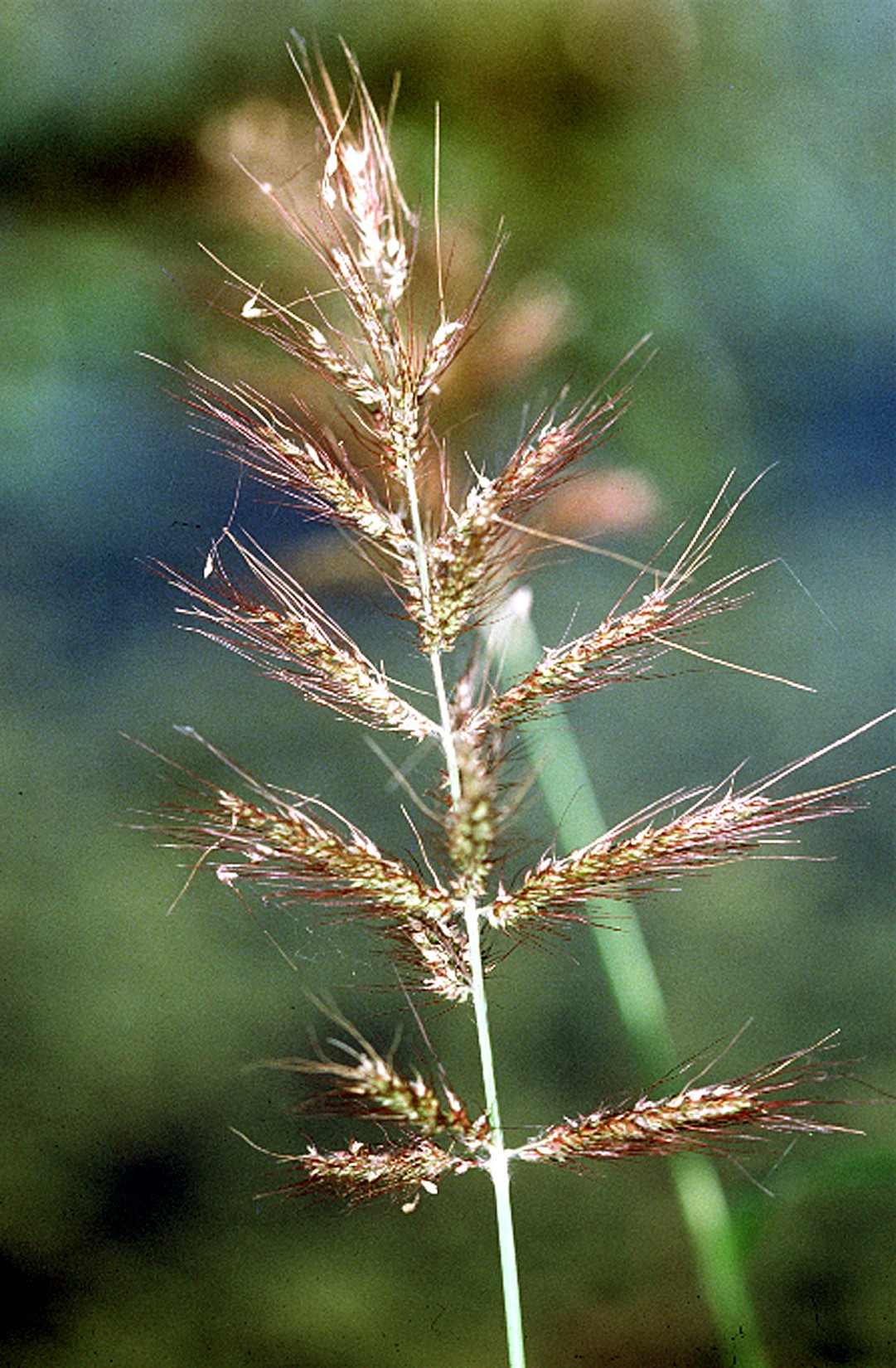
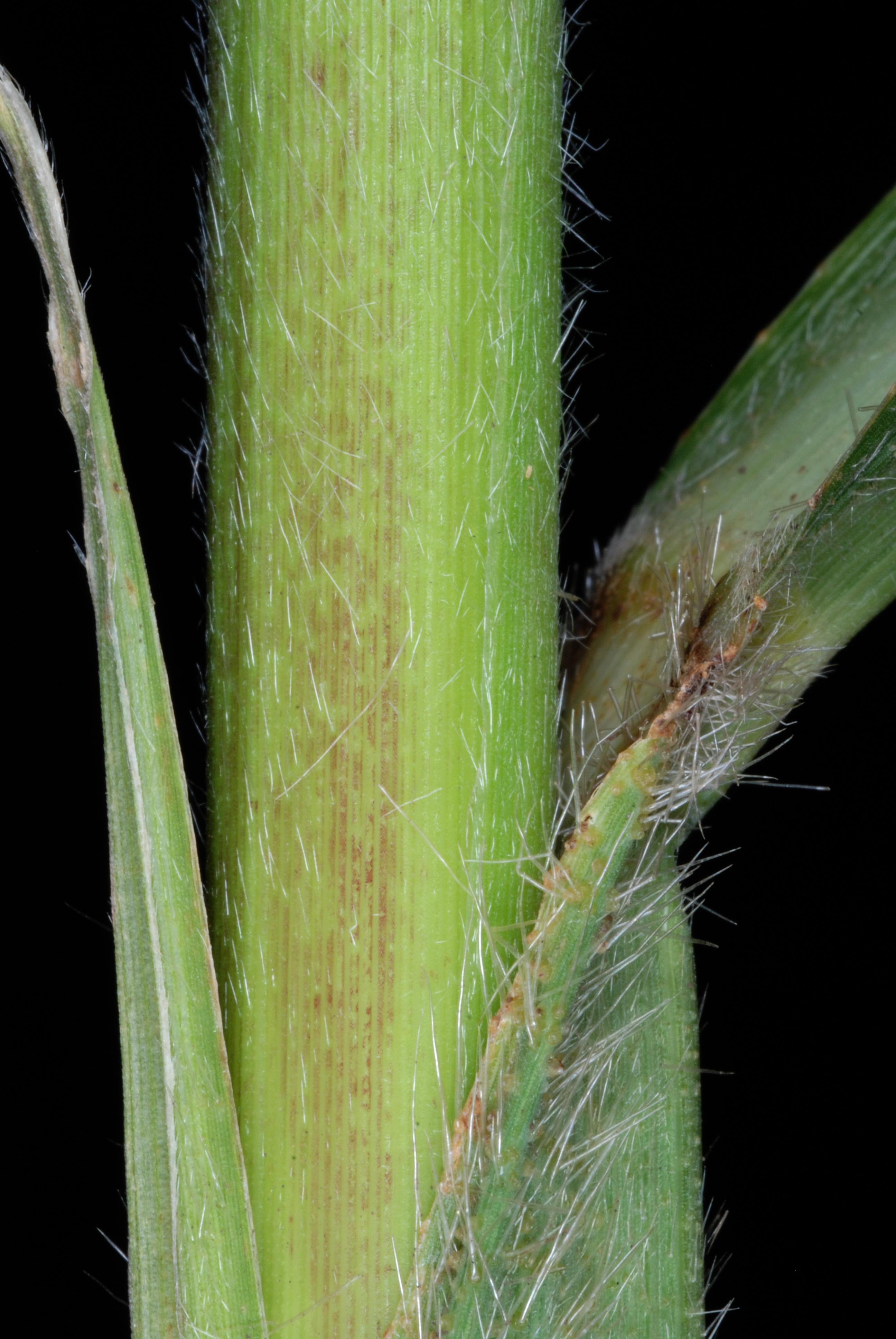
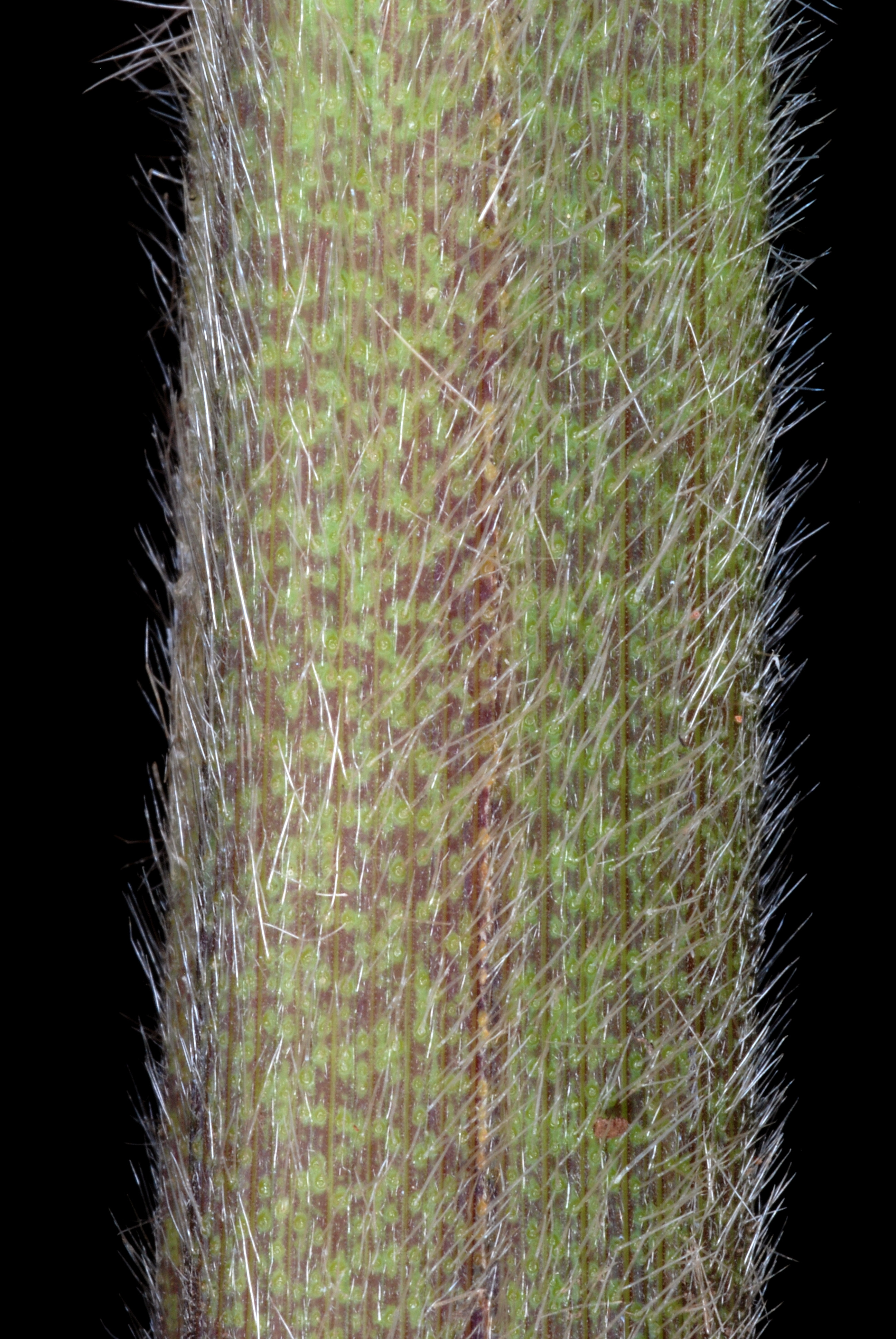